# SNVI B 400
 (juin 2018).
Le SNVI B 400 est un camion tout-terrain  de fabrication algérienne, produit par SNVI en deux versions civile et militaire.
Il est motorisé par un 6 cylindres de 410 chevaux.

## Gamme

### Civile
- B 400 6x4 Benne
- B 400 6x4 RTMD/ADR transport d’explosifs
- B 400 Lutte contre incendie
- B 400 6x4 Citerne à Eau Potable, capacité de 16 000 litres.
- B 400 Remorqueur

### Militaire
- B 400 benne entrepreneur
- B 400 avitailleur